# Struthisca megophthalma
Struthisca megophthalma is een vlinder uit de familie van de zakjesdragers (Psychidae). De wetenschappelijke naam van deze soort is voor het eerst voorgesteld als Ctenocompa megophthalma door Edward Meyrick in een publicatie uit 1932.
De soort komt voor in China (Sichuan).